# 魯施魏勒湖

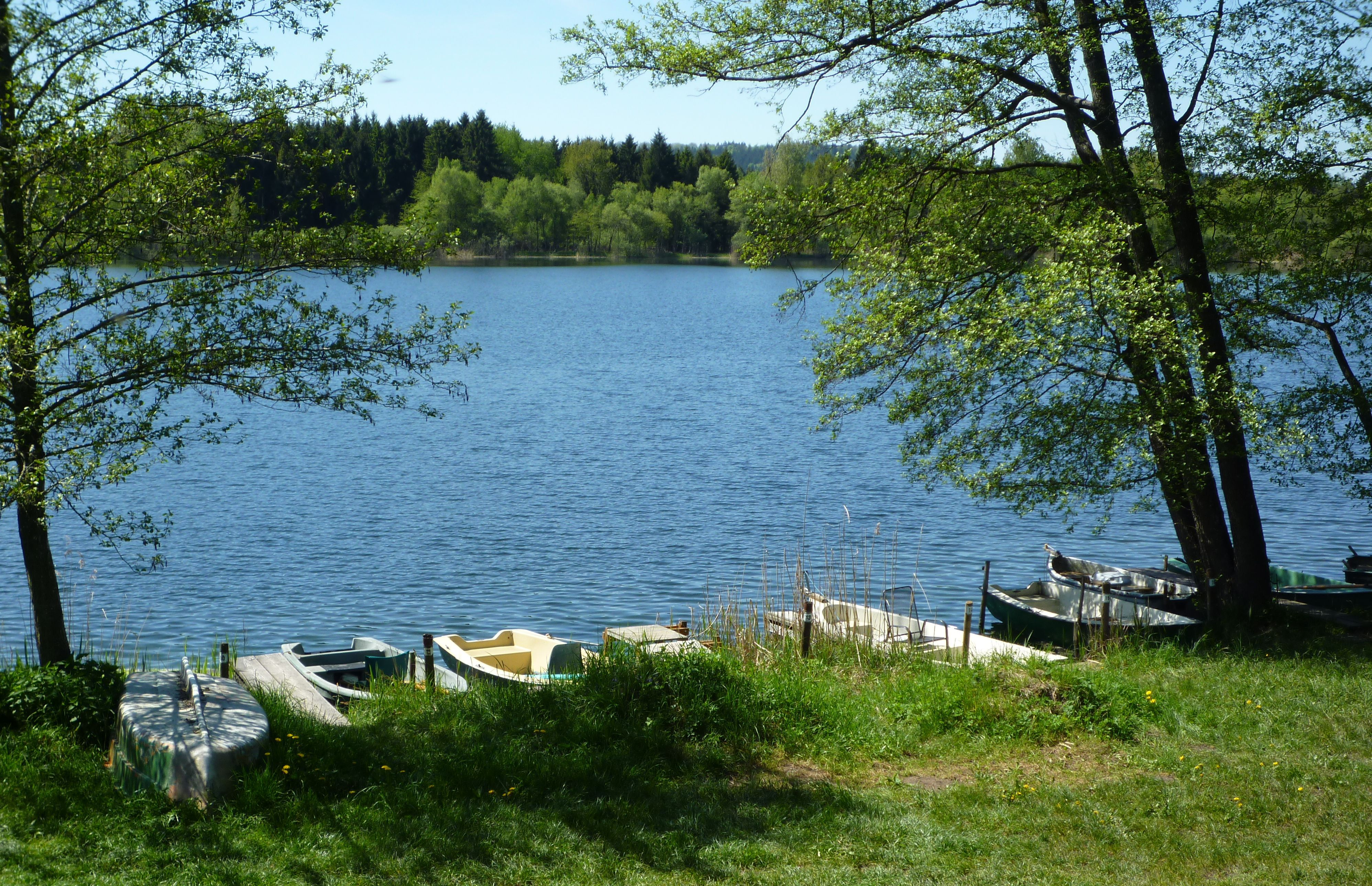

47°52′12″N 9°21′57″E / 47.87000°N 9.36583°E
魯施魏勒湖（德語：Ruschweiler See），是德國的湖泊，位於該國西南部，由巴登-符騰堡州負責管轄，處於錫格馬林根縣，面積0.22平方公里，海拔高度691米，平均水深8.9米，最大水深17.3米，湖岸線長度2.1公里，水體容量198萬立方米。